# Američki engleski jezik
Američki engleski (engl. American English; AmE, AE, AmEng, USEng, en-US), ponekad nazivan i engleski Sjedinjenih Američkih Država (engl. United States English) ili engleski SAD (engl. U.S. English), set je varijeteta engleskog jezika karakterističan za Sjedinjene Američke Države.

## Literatura
- [1]

## Spoljašnje veze
- Govorite li američki — PBS-ov specijal

1. ↑  Style guide. (Eleventh изд.). London. 2015. ISBN 978-1-78125-312-0.